# Ferdinandshorst
Ferdinandshorst ist ein Ortsteil der Gemeinde Nordwestuckermark im Landkreis Uckermark in Brandenburg. 

## Lage und Verkehrsanbindung
Der Ort liegt an der Kreisstraße K 7339 und an der Peege. Nördlich und östlich verläuft die Landesstraße L 25 und westlich die L 243. Westlich erstreckt sich der rund 123,7 ha große Große Parmensee, nordwestlich der rund 357 ha große Große See und der rund 193 ha große Dammsee. Westlich erstreckt sich das rund 261 ha große Naturschutzgebiet Kiecker und nördlich das rund 203,7 ha große Naturschutzgebiet Damerower Wald.

## Geschichte

### Eingemeindungen
Am 1. November 2001 erfolgte die Eingemeindung von Ferdinandshorst zur neuen Gemeinde Nordwestuckermark.

## Sehenswürdigkeiten
- In der Liste der Baudenkmale in Nordwestuckermark ist für Ferdinandshorst kein Baudenkmal aufgeführt.